# کاتالوگ ستاره‌ای

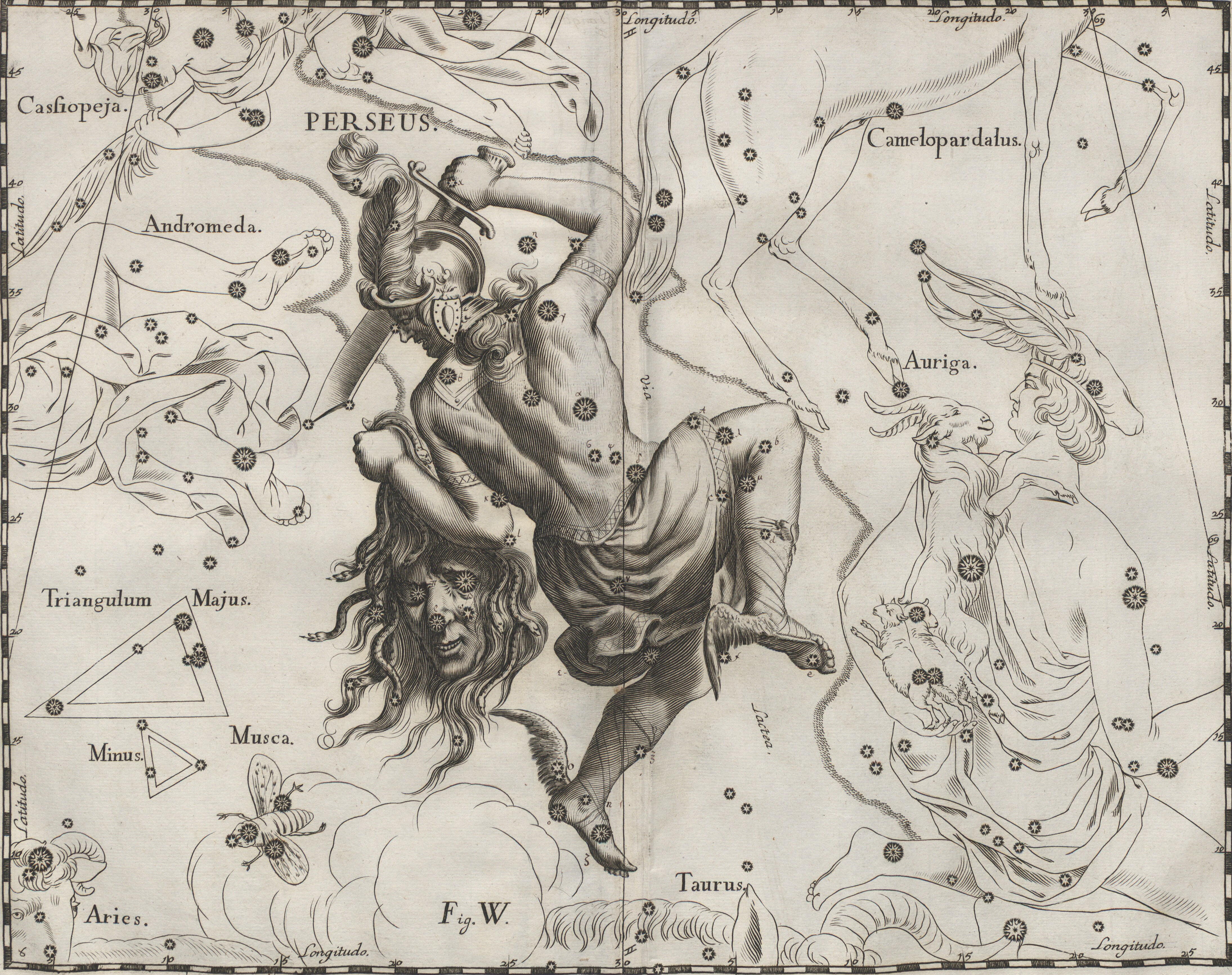
یک تصویر از پرسئوس در به عنوان برساووش در کاتولوگی در سال ۱۶۹۰

کاتالوگ ستاره‌ای، نوشتاری مربوط به ستاره‌شناسی است که فهرستی از ستارگان را در خود دارد. در ستاره‌شناسی، به بسیاری از ستارگان، فقط با یادکرد شمارهٔ کاتالوگ آن ستاره اشاره می‌شود. در دوران باستان فهرست‌های زیادی از ستارگان به دلایل و هدف‌های مختلف ایجاد شده‌اند که بابلیان، یونانیان، چینیان، ایرانیان و عرب‌ها پیش گامان آن بودند. (تمام کاتالوگ‌های مدرن از سایت ناسا قابل دانلود هستند).
از کاتالوگ‌های قدیمی، می‌توان به کاتالوگ ابرخس اشاره کرد. وی اولین کسی بود که ستارگان را بر اساس میزان نورشان دسته‌بندی کرد و پایه‌گذار سیستم گروه بندی ستارگان بر حسب قدر ظاهری آن‌ها شد.

## هند باستان
سوریاسیدانتا یک کتاب اخترشناسی هندی به زبان سانسکریت است که سال ۱۸۶۱ به انگلیسی ترجمه شده‌است. در این کتاب نام بیست وهشت ستاره معروف آن زمان که هنوز هم در هند برای طالع بینی از آن‌ها استفاده می‌شود لیست شده‌است. این بیست وهشت ستاره در بیست تا از معروف‌ترین صورت فلکی‌های امروزی قرار دارند.

## مصر و بابل باستان
در مصر باستان تعدادی از صورت‌های فلکی شناخته شده بودند ومصریان باستان ستارگان پیرا قطبی را هم به خوبی می‌شناخته‌اند و به آن‌ها ستارگانی که نمی‌توانند غروب کنند  می‌گفتند و با این که از آنان کاتالوگ ستاره‌ای شناخته شده‌ای در دست نیست، نمودارهای ستاره‌ای دقیق و گسترده‌ای از آسمان شب درآراستن تابوت مومیایی‌ها و سقف اتاق آرامگاه‌ها ایجاد کرده‌اند.
با این که سومریان باستان نخستین کسانی بودند که اولین کاتالوگ‌های ستاره‌ای را، در کتیبه‌های سفالین ثبت کردند، اولین کاتالوگ‌های پیدا شدهٔ ستارگان را بابلیان باستان میان‌رودان؛ نزدیک به پایان دو هزارهٔ دوم پیش از میلاد، در دوران کاسیان (۱۵۳۱ تا ۱۱۵۵ پیش از میلاد)، تدوین کرده‌اند. این کاتالوگ‌ها، بیشتر به نام امپراتوری آشوری «هرکدام سه ستاره» شناخته شده‌اند. این کاتالوگ‌های ستاره‌ای، که بر کتیبه‌های رسی نوشته شده‌اند لیست ۳۶ ستاره را نشان می‌دهند: دوازده ستاره برای آنو و با ذکر استوای سماوی، دوازده ستاره برای انکی در جنوب آن، و دوازده ستاره برای انلیل در شمال.